# Ганс Кюзель
Ганс Кюзель (нім. Hans Küsel; 28 лютого 1870, Гумбіннен — 14 червня 1951, Зірксдорф)— німецький офіцер, контрадмірал (18 листопада 1918).

## Біографія
Учасник Першої світової війни. З 8 листопада 1918 року — тимчасовий уповноважений начальника військово-морської станції «Остзе», 11 березня 1919 року переданий в розпорядження начальника станції. 24 листопада 1919 року звільнений у відставку.
23 серпня 1939 року переданий в розпорядження крігсмаріне, але не отримав призначення. В 1939-44 роках — імперський комісар морського управління Кенігсберга.

## Нагороди
- Орден Вази, лицарський хрест (Швеція; 2 липня 1890) — вручений 14 жовтня 1890)
- Орден Корони (Пруссія)
  - 4-го класу (8 травня 1894)
  - 3-го класу (22 січня 1911)
  - 2-го класу з мечами (13 грудня 1917)
- Орден Франца Йосифа, лицарський хрест (Австро-Угорщина; 14 травня 1894)
- Столітня медаль (22 березня 1897)
- Китайська медаль в бронзі із застібкою «TAKU»
- Орден Червоного орла
  - 4-го класу з короною
    - орден (2 серпня 1901)
    - корона (2 квітня 1903)

  - 3-го класу з бантом (19 вересня 1912)
- Хрест «За вислугу років» (Пруссія) (17 травня 1906)
- Залізний хрест 2-го і 1-го класу
- Хрест «За заслуги у військовій допомозі»
- Ганзейський Хрест (Гамбург)
- Орден Білого Сокола, командорський хрест 2-го класу з мечами
- Орден дому Саксен-Ернестіне, командорський хрест 2-го класу з мечами
- Орден Альберта (Саксонія), командорський хрест 2-го класу з мечами
- Військовий Хрест Фрідріха-Августа (Ольденбург) 2-го і 1-го класу
- Срібна медаль «Імтияз» з шаблями (Османська імперія)
- Почесний хрест ветерана війни з мечами